# ناو هواپیمابر چیودا
ناو هواپیمابر چیودا (به انگلیسی: Japanese aircraft carrier Chiyoda) یک کشتی بود که طول آن ۱۹۲٫۵ متر (۶۳۱ فوت ۷ اینچ) بود. این کشتی در سال ۱۹۳۶ ساخته شد.